# صالح خصيفان
الفريق أول صالح طه صالح الخصيفان  (1935- 28 مارس 2019)، هو رئيس جهاز المباحث العامة السابق ومستشار خادم الحرمين الشريفين، كان أحد أبرز القيادات العسكرية ورجالات الدولة في القطاع الأمني عاش في مكه و لكن اصولهم  مناطق الاستقرار
	•	جلاجل (سُدير): تعتبر الموطن الأصلي للعائلة.
	•	القصيم: استقرت بها فروع من العائلة لاحقًا، ويُعرف عنهم اليوم أنهم “قصيميون من أصل سديري”.
	•	الرياض ومناطق أخرى: تنتشر بعض فروع العائلة في مكه المكرمه و جدة  ومناطق مختلفة من المملكة

## حياته
نشأ في حي جياد بمكة المكرمة، والده هو الفريق الراحل طه الخصيفان،درس الابتدائية في المدرسة العزيزية بمكة المكرمة و في مدرسة تحضير البعثات عامًا واحدًا و عند انتقاله من السنة الأولى الثانوي للفصل الثاني الثانوي و تحقيقًا لرغبة والده ألحقه بمدرسة الشرطة في الدورة الحادية عشر و تخرج منها عام 1372هـ و الدراسة كانت عام واحد و حصل مع ثلاثة من زملائه في الدورة على رتبة مفوض ثالث في ذلك الوقت والتي عُدل مسماها لاحقًا الى رتبة ملازم ضمن التعديل الذي حصل لجميع الرتب العسكرية.
بعد تخرجه من مدرسة الشرطة عمل في مهام إلى أن تم تعيينه قائداً لمرور العاصمة المقدسة عام 1376هـ ثم تم تعيينه قائداً لقوة شرطة العاصمة المقدسة عام 1378هـ ثم نقل إلى مباحث العاصمة المقدسة من عام 1385هـ حتى عام 1392هـ. ثم مساعداً لمدير عام المباحث للشؤون الإدارية من عام 1392هـ إلى عام 1396هـ. ثم نائباً لمدير عام المباحث العامة من عام 1396هـ إلى عام 1406هـ، ثم تم تعيينه مدير عام المباحث العامة في شهر ذي الحجة عام 1406هـ. وترأس لجنة الضباط العليا لقوى الأمن الداخلي والمجلس الأعلى لكلية الملك فهد الأمنية من 14-1-1413هـ. وفي عام 1423 أحيل على التقاعد وتم تعيينه مستشاراً لخادم الحرمين الشريفين بمرتبة وزير.

## الدورات
حصل عام 1955 م وضمن 25 ضابط على مختلف مستويات الرتب في القطاعات الأمنية وبناءًا لدعوة من حكومة مصر ألحق الجميع كلاً حسب اختصاصه في دورة القاهرة وقد أُلحق مع الفريق مصطفى عرقسوس بدورة في شرطة أمن القاهرة.

## الأوسمة
يحمل الكثير من الأوسمة و الأنواط في الداخل و الخارج من دول كثيرة من أهمها وشاح الملك عبدالعزيز.[بحاجة لمصدر]